# Palliolum reticulum
Palliolum reticulum är en musselart som först beskrevs av Dall 1886.  Palliolum reticulum ingår i släktet Palliolum och familjen kammusslor. Inga underarter finns listade i Catalogue of Life.